# 動物森友會 (遊戲)
《動物森友會》（又译作，神游机版名“动物森林”），是由任天堂情報開發本部所開發製造的電子遊戲，是動物森友會系列的首作，於2001年在日本發行後，接著在2002年9月15日於美國發行的版本有新增的要素，稍後則是發行了Player's Choice的版本，這個遊戲使用了GameCube的內建時鐘去創造一個持續發展的世界。
因為它的複雜性，遊戲佔用了記憶卡的57格，而記憶卡已經被附加在遊戲本體上，且裡面內含了佔用一格記憶體的禮物檔案，如果玩家在遊戲中還擁有紅白機(FC)的遊戲，整個記憶卡的容量將被用完。
在日本，任天堂64版的《動物森友會》在2001年4月14日發行，而它的新版本《動物森友會+》，則在同年的12月於GameCube上發行，此外，另一個新版本《動物森友會e+》則在2003年6月27日發行。只有日本有發行任天堂64的版本。
此遊戲的续作是掌机任天堂DS上的《歡迎光臨！動物森友會》，於2005年11月23日在日本上市。而该系列在家用主机上的续作是在2008年11月发售在Wii上的《動物森友會 城市大家庭》。

美版遊戲宣傳圖片

## 遊戲玩法
任天堂視《動物森友會》為「溝通遊戲」，這是個有固定劇情的開放遊戲，玩家可以在裡面獨自生活，不受預設的劇情、任務限制，許多人享受這樣與有趣動物角色「對話」的遊玩樂趣。透過使用Gamecube的內部時鐘，這個遊戲可與真實時間相對映，因此有著實際的事件發生，包含了美國獨立紀念日、聖誕節、萬聖節，或其他規律性的活動，如做早操、釣魚大賽，一些玩家也會故意向前或向後調整時間來做時光旅行。

### 房屋擴建以及遊戲內的各種店家
這個遊戲比較明顯的目標是擴建玩家的房屋，房屋是拿來放置遊戲中購買、取得的家具或道具。至於遊戲中的物品，可以用虛擬貨幣「鈴錢」（Bells）購買。賺取鈴錢的方法有：
- 販賣物品給商店。
- 從地底下挖到（用鏟子對地面上有金色光芒處挖掘）。
- 搖晃特殊品種的樹木「搖錢樹」取得。

狸貓角色狸克（Tom Nook）會在遊戲內開設商店，並給玩家貸款（需19,800鈴錢）買下第一棟房子，這棟房子很小，只能放置壁紙、地毯、收音機。在付清第一筆貸款後，玩家可以向狸克提出擴建房屋的要求（需148,000鈴錢）。在隔天，房屋的空間會立即變大。再次付清貸款後，玩家可以選擇繼續擴張房屋空間（需398,000鈴錢）或是蓋地下室（需498,000鈴錢），再一次付清貸款後，狸克可讓玩家最後再擴建一次（需798,000鈴錢）。到了遊戲後期，會有由刺蝟姐妹開設的時裝店出現，玩家可在此店購買每日更新一次的各種衣飾。對於自己的服飾，玩家可以利用衣櫃收藏。而原本的商店也會分為「公共服務處」以及「Nook商店」。

### 快樂家協會
「快樂家協會」（Happy Room Academy）是遊戲中負責針對玩家房屋室內擺飾進行評分的組織，它會定期進行評分工作，並在完成評分後寄送通知書給玩家。根據收到的評分，遊戲會贈送特定的紀念品給玩家。例如取得A級評分，玩家就會得到一面錦旗。而若因評分等級太低而未得到紀念品，玩家也可得到空間擺設的建議。快樂家協會並不會以具體形象出現在遊戲中。

### 媽媽
在遊戲中，玩家有一位居住在遠方的母親，她會不定期寫信關心玩家的生活，並贈予禮物，如毛衣、蛋糕、刺繡裝飾等。玩家收到來自媽媽的禮物後，可以將它賣給商店、轉送給NPC或自行運用。

### 風水
家具擺設會影響風水，把特定顏色的物品放在特定方位，可以增加找到鈴錢或稀有物品的機率。風水也是快樂家協會給分的依據。至於獎盃、特殊節日收到的物品，不受顏色或方位的限制，擺了就可以增加賺取鈴錢或物品的機率。
好風水的定義是:
北邊放橘色傢飾，更容易找到鈴錢和物品；
東邊放紅色傢飾，更容易找到物品；
西邊放黃色傢飾，更容易找到鈴錢；
南邊放綠色傢飾，更容易找到鈴錢和物品。

### 博物館
玩家可以參觀本地的博物館，裡面有展覽室可以展出魚類和海洋生物、昆蟲、畫作、化石，但是一開始博物館裡面並沒有任何東西，這些物品有賴於玩家的捐贈。魚和昆蟲可以用標本的方式捐贈、畫則是可以在其他的家具中發現、化石則是必須被發掘（但是必須先交給博物館館長鑑定）。博物館的館長是貓頭鷹「傅達」，他會在博物館大廳提供服務。館長在白天會打瞌睡，但只要玩家和他說話，他就會驚醒。館長的妹妹是天文學家「傅珂」，她偶爾會出現並教導玩家利用稀有材料「星星碎片」製作家具。
等化石收集完後，可以一次收集一週的量拿去鑑定，再賣給商店，就可以有高額收入。
魚和昆蟲玩家都可以在遊戲中捕捉到，根據季節的不同會出現不一樣的種類；化石一如上一段提到的，在村莊的土地上可以看到裂痕，每天系統會自動更新，可以挖掘到三個化石和一個陷阱，土偶則在下雨或下雪過後就會出現；畫作可以向商人購買，但是買到畫之後需要先讓博物館館長鑑定，確認是真畫才會收到博物館中。而且真畫很難買到。
博物館內的各個項目收集完全後，玩家會收到博物館模型作為謝禮。

## 外部連結
- どうぶつの森 （页面存档备份，存于）（日語）
- 动物森林 （页面存档备份，存于）（简体中文）
- Animal Crossing （页面存档备份，存于）（英文）